# 대명강하
대명강하(大命降下)는 일본 제국 당시 천황이 원로나 중신의 조언에 따라 내각총리대신 후보자에게 조각의 명을 내리는 것을 말한다.

## 대명강하
일본 제국 헌법은 총리대신에 관한 규정을 두지 않았다. 이에 전전의 총리대신에 대한 지위와 직명은 칙지인 「내각직권」과 칙령인 「내각관제」에 근거하고 있었고 그럼에도 임명 절차에 관한 규정은 여전히 결여되어 있었다. 표면적으로는 통치권의 총람자인 천황이 법규나 신하의 뜻을 무시하고 자신의 의향으로 임명권을 행사할 수 있었지만 만약 총리대신이 실책을 범할 경우 임명권자로서 천황에게도 책임을 물을 수 있다는 결론이 도출되었다. 따라서 천황이 총리대신에 대한 임명권을 가지면서 책임은 지지 않을 수 있는 방법이 필요했고 몇 차례의 시행착오를 거쳐서 만들어진 것이 대명강하였다.
대명강하의 절차는 다음과 같다. 총리대신이 사임하거나 사망하여 공석이 되었을 때 천황이 특별히 신임하는 원로(초기에는 원훈)에게 적절한 후임을 천거할 것을 명하는데 이를 하문(ご下問/ごかもん)이라 했다. 원로는 합의를 통해 후보자를 한 명 천거하는데 이를 주천(奏薦/そうせん)이라 했다. 그러면 천황은 별도의 검토를 거치지 않고 별개의 의견을 표명하지도 않은 채 후보자를 내각총리대신으로 지명하고 조각을 명했는데 이것이 대명강하에 해당한다.
일본이 내각제를 도입한 이래 초연내각, 중간내각, 정당내각 등 다양한 형태로 변천하는 동안 그 뒤에는 항상 대명강하가 있었다. 그런데 원로들이 하나둘 세상을 떠나면서 다이쇼 시대에는 사이온지 긴모치만이 유일한 원로로 남게 되었다. 사이온지조차도 쇼와 시대에 이르면 80대가 되었기에 더 이상 총리대신 후보자를 천거하기 힘들어졌다. 이에 1932년에는 쇼와 천황은 전직 총리대신이나 전직 추밀원 의장으로 구성된 중신(重臣)들과 내대신이 협의하여 후보자를 주천하는 방식이 새롭게 만들어졌다. 중신들은 중신회의를 열어 후보자를 천거했지만 사이온지는 1940년 병사할 때까지 영향력을 어느 정도 유지하고 있었다. 쇼와 천황의 두터운 신임을 받고 있던 내대신 기도 고이치도 태평양 전쟁의 패색이 짙어지던 1944년 도조 히데키를 내각 총사퇴로 몰아붙이는 등 정계에 상당한 영향력을 행사했다.
한편 대명강하가 동시에 두 명에게 내려진 적도 있었다. 1898년 헌정당이 원내 1당이 되면서 집권했는데 당시 대표가 결정되지 않았고 결국 오쿠마 시게노부와 이타가키 다이스케 두 명에게 대명강하가 내려졌다. 또한 1944년 조선총독으로 있던 고이소 구니아키에게 급히 귀국하라는 명이 떨어졌다. 그를 총리대신으로 삼기 위해서였는데 당시 고이소의 정치적 지지기반이 약했고 고이소 자신의 정무적 감각도 알려진 바 없었기에 해군 내에서 큰 권위를 가지고 있고 총리대신을 역임하여 중신이기도 했던 요나이 미쓰마사가 함께 대명강하를 받았다. 결과적으로 오쿠마와 고이소만이 단독으로 총리대신이 되었고 이타가키와 요나이는 부총리격인 내무대신과 해군대신으로 각각 입각했다.
현재 학계는 내각제가 발족한 1890년부터 대명강하란 표현을 사용하고 있지만 당시엔 이런 표현이 거의 사용되지 않았다. 이는 조각의 권한이 총리대신 후보자가 아니라 원훈들의 협의에 의한 것이었기 때문이다. 처음 대명이란 표현이 나온 건 1896년 9월 제2차 마쓰카타 내각이 수립될 당시였고 1898년 1월 제3차 이토 내각이 성립될 당시 사용 빈도가 늘어났고 1901년 제1차 가쓰라 내각이 등장할 때에는 주류 표현이 되었고 1912년제3차 가쓰라 내각 당시에 이르면 일반적인 표현으로 정착하게 된다.
대명강하를 통해 마지막으로 총리가 된 인물은 연합군 최고사령부의 통치하에 있던 1946년 총리대신이 된 요시다 시게루다. 전후 직후인 1945년 11월 내대신이 폐지되었기 때문에 이때는 전직 총리대신이던 시데하라 기주로가 단독으로 후보자를 주천했다.
제1차 요시다 내각 당시 일본국 헌법이 시행되었고 헌법 규정에 따라 중의원과 참의원 양원이 총리대신 지명 선거를 통해 가타야마 데쓰를 신임 총리대신으로 선출했다. 이때부터 비로소 일본에도 의원내각제의 전통에 따라 원내 제1당의 대표가 총리로 선출되는 관행이 정착하게 되었다.

## 대명사직
대명강하는 어디까지나 원로가 후보자를 추천하여 천황이 승인하는 구조였기에 후보자 본인의 의향이 전혀 반영되지 않았다. 그래서 대명강하를 받은 총리대신 후보자가 조각에 착수하지 않고 사직하는 일도 있었는데 이를 대명사직(大命拝辞/たいめいはいじ)이라 칭했다.
한편 본인이 대명강하를 받을 의향이 있음에도 조각에 실패하여 어쩔 수 없이 사직하는 경우도 있었다. 특히 군부대신 현역 무관제에 따라 육군대신과 해군대신은 반드시 현역 육해군 대장으로 보임해야 했는데 군이 비협조적인 태도로 나올 시 조각 자체가 이루어질 수가 없었다. 심지어 현역 무관제가 잠시 폐지되었던 때에도 참모본부와 군령부의 추천 없이는 군부대신을 임명할 수가 없었다.
1901년 이노우에 가오루는 시부사와 에이이치를 대장대신으로 지명하길 원했지만 지지기반인 입헌정우회가 이에 반대하여 결국 이노우에는 사직했다. 1914년에는 총리대신 후보자를 구하지 못해 귀족원 의장으로 있던 도쿠가와 종가 16대 당주인 도쿠가와 이에사토가 물망에 올라 대명강하를 받았지만 도쿠가와 가문의 정치적 부활을 우려하여 스스로 사퇴해 버렸다. 이후 기요우라 게이고가 새롭게 대명강하를 받았는데 기요우라가 해군의 군비 확장 요구를 묵살하자 해군이 대신 후보자를 천거하지 않아 결국 사직해야 했다.
1918년 총리대신 후보자로 원래 하라 다카시가 유력했으나 그를 혐오했던 야마가타 아리토모가 독단으로 사이온지를 후보자로 천거해 대명강하가 내려지도록 했다. 하지만 사이온지는 이에 반발하여 사직했고 결국 하라가 대명강하를 받았다. 1936년 2·26 사건으로 오카다 내각이 붕괴하자 사이온지의 강력한 지지를 바탕으로 고노에 후미마로에게 대명강하가 내려졌지만 정작 고노에 본인이 건강상의 이유로 사직했다. 다만 실제로는 자유주의적이고 친영국·미국적 태도를 가진 사이온지에 대한 반발 때문에 대명강하를 거절했다고 알려져 있다. 다음해인 1937년에는 우가키 가즈시게가 대명강하를 받았다. 우가키는 육군 대장 출신이었음에도 불구하고 과거 군축을 시도한 적이 있어 육군이 눈엣가시로 여기고 있었는데 대명강하가 내려지자 육군은 대신 후보자를 천거하지 않아 고의로 우가키의 집권을 막았다.